# 키프로스 축구 협회
키프로스 축구 협회(CFA; 그리스어: Κυπριακή Ομοσπονδία Ποδοσφαίρου (ΚΟΠ) Kypriakí Omospondía Podosfaírou (KOP)[*])은 니코시아에 본부를 둔 키프로스의 축구 협회이다. CFA는 현재 키프로스의 축구 리그와 남자 축구 국가대표팀, 여자 축구 국가대표팀을 관리한다.